# Spörerminimum
Het Spörerminimum was een 90 jaar lange periode van lage zonnevlekactiviteit, grofweg van ongeveer 1460 tot 1550, die werd vastgesteld en benoemd door John Allen Eddy. Hij benoemde de periode in een studie uit 1976, gepubliceerd in Science onder de titel Het Maunderminimum. Het trad op voordat zonnevlekken direct konden worden geobserveerd. In de plaats daarvan werd de periode vastgesteld door de analyse van de hoeveelheid van koolstof-14 in groeiringen, die sterk samenhangt met zonnevlekactiviteit. Het minimum is genoemd naar de Duitse astronoom Gustav Spörer.
| Gebeurtenis                                          | Start | Einde |
| ---------------------------------------------------- | ----- | ----- |
| Oortminimum                                          | 1010  | 1050  |
| Oortminimum (zie Middeleeuws klimaatoptimum)         | 1040  | 1080  |
| Middeleeuws maximum (zie Middeleeuws klimaatoptimum) | 1100  | 1250  |
| Wolfminimum                                          | 1280  | 1350  |
| Spörerminimum                                        | 1460  | 1550  |
| Maunderminimum                                       | 1645  | 1715  |
| Daltonminimum                                        | 1790  | 1820  |
| Modern maximum                                       | 1950  | bezig |
| Kleine IJstijd                                       | 1350  | 1850  |

Zonnevlekactiviteit vastgelegd door koolstof-14-hoeveelheden in groeiringen

Net zoals het hierop volgende Maunderminimum viel het Spörerminimum samen met een tijd waarin het klimaat van de Aarde kouder was dan gemiddeld. Deze correlatie wierp hypotheses op dat een lagere zonnevlekactiviteit lagere temperaturen dan de normale wereldtemperatuur veroorzaakte. Een specifiek mechanisme waarbij zonnevlekactiviteit resulteert in klimaatverandering is nog niet vastgesteld.